# Saint-Mont
Saint-Mont (gaskognisch: Sent Mont) ist eine französische Gemeinde mit 313 Einwohnern (Stand 1. Januar 2022) im Département Gers in der Region Okzitanien; sie gehört zum Arrondissement Mirande.

## Geografie
Die Gemeinde Saint-Mont liegt an der Mündung des Saget in den Adour, rund elf Kilometer südöstlich der Kleinstadt Aire-sur-l’Adour im Westen des Départements Gers. Weitere Gewässer im Gemeindegebiet sind die Bäche Bergons, Barry und Pesqué sowie mehrere Staubecken und Teiche. Die Rebflächen der Gemeinde gehören zum Weinbaugebiet Côtes de Saint-Mont. Wichtigste überregionale Verkehrsverbindung ist die wenige Kilometer westlich verlaufende Autoroute A65 (Teil der Europastraße 7). Die nächstgelegenen Bushaltestellen sind in Saint-Germé und Riscle auf der Buslinie 940 Aire-sur-l’Adour-Tarbes. Umgeben wird Saint-Mont von den Nachbargemeinden Saint-Germé im Norden, Tarsac im Nordosten, Riscle im Osten, Viella im Süden, Labarthète im Südwesten sowie Corneillan im Nordwesten.

## Geschichte
Die Gemeinde lag in der Gascogne. Bereits in keltischer und römischer Zeit wurde der Ort bewohnt. Im Jahr 1050 spendete Bernard Tumapaler das Land des früheren Oppidums dem Orden von Cluny, der darauf ein Kloster errichtete. Das Kloster bestand bis zur Französischen Revolution. Von 1793 bis 1801 gehörte Saint-Mont zum Distrikt Nogaro und bis 2015 zum Wahlkreis (Kanton) Riscle. 1822 wurde die Gemeinde Cadillon (1821:88 Einwohner) eingegliedert.

## Bevölkerungsentwicklung
| Jahr                       | 1962 | 1968 | 1975 | 1982 | 1990 | 1999 | 2008 | 2020 |
| Einwohner                  | 379  | 364  | 351  | 348  | 322  | 319  | 299  | 310  |
| Quellen: Cassini und INSEE |      |      |      |      |      |      |      |      |

## Sehenswürdigkeiten
- Kirche Saint-Jean-Baptiste, erbaut 11.–13. Jahrhundert (Teil des Klosters)
- ehemaliges Kloster des Ordens von Cluny
- alte Häuser im Dorfzentrum

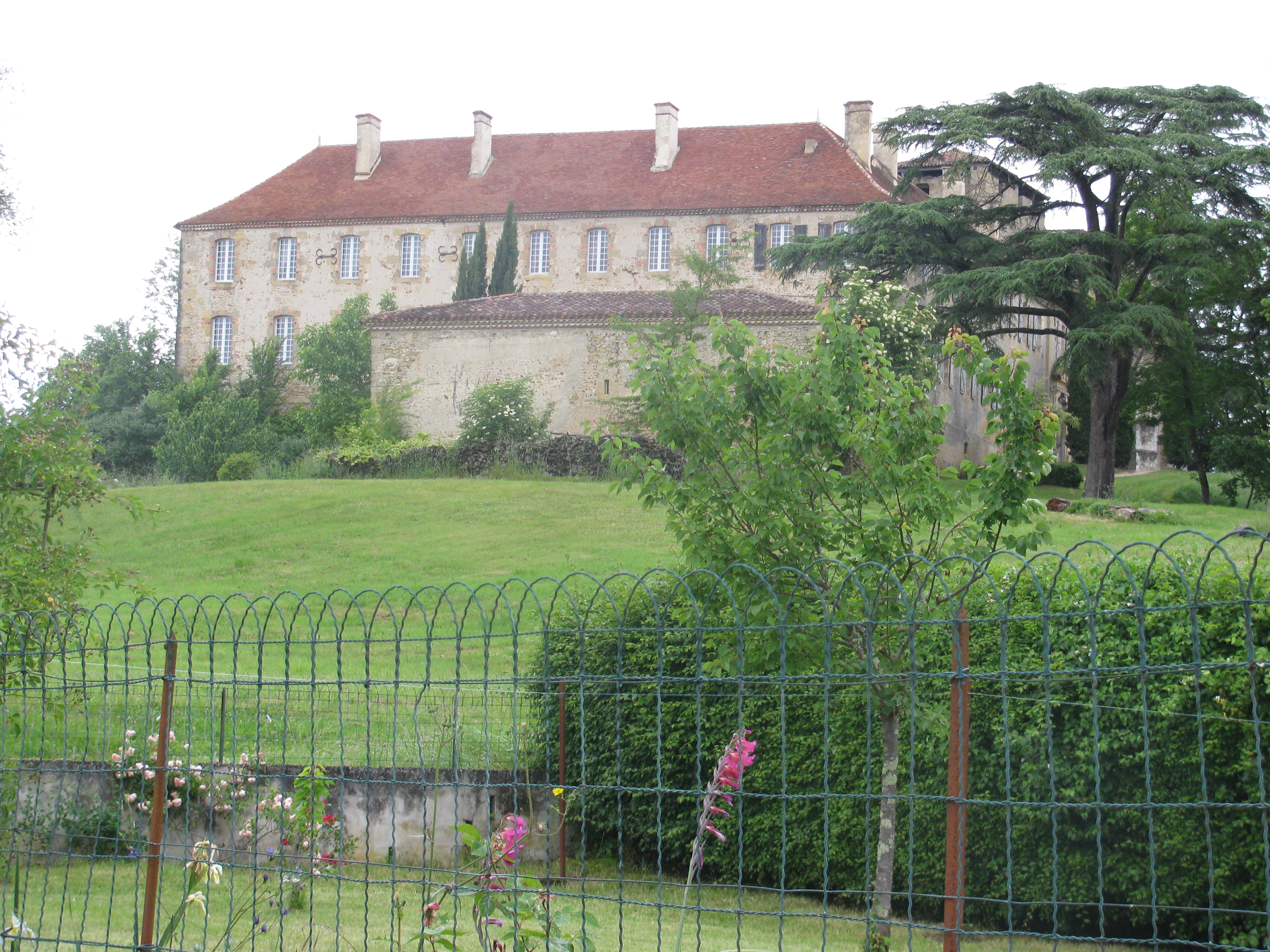
Ehemaliges Kloster
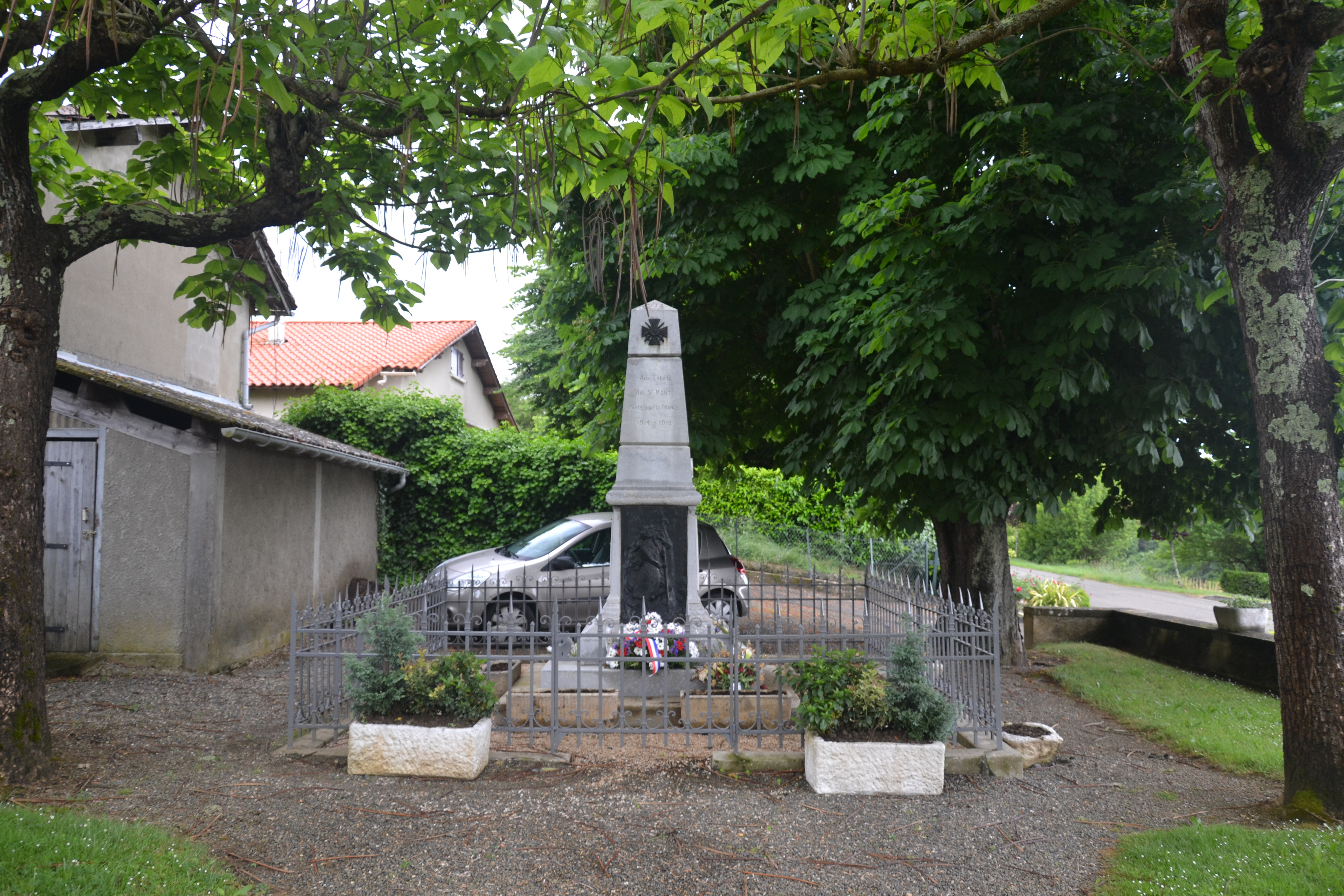
Denkmal für die Gefallenen
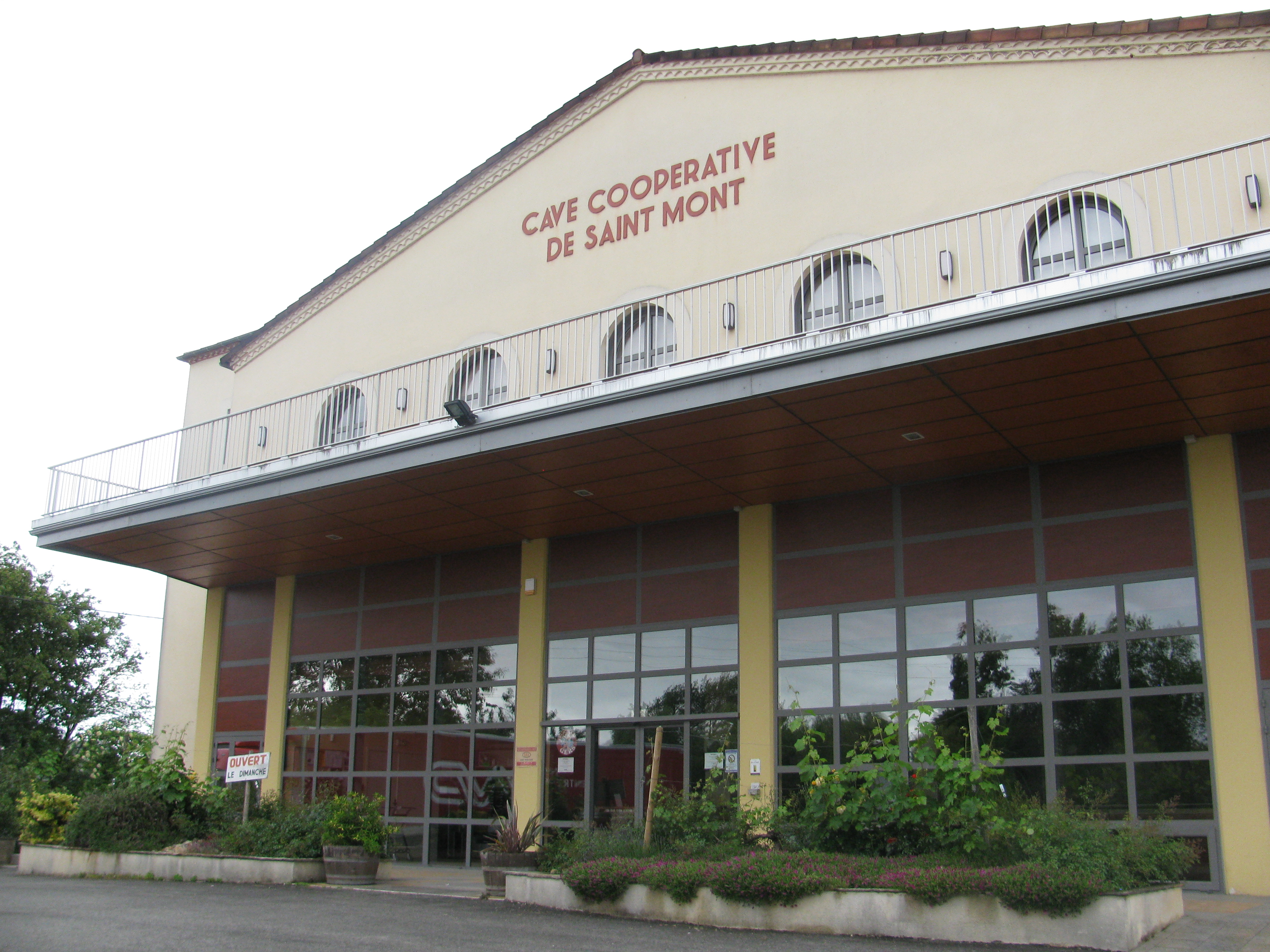
Gebäude der landwirtschaftlichen Genossenschaft